# Krupinská planina
Krupinská planina nebo starším jménem Krupinská výšina je geomorfologický celek ve Slovenském středohoří. Ze západu je ohraničena Štiavnickými vrchy, ze severu pohořím Javorie, z východu pohořím Ostrôžky a z jihu Podunajskou pahorkatinou a Ipeľskou brázdou.
Krupinská planina je sopečného původu a má charakter (náhorní) plošiny. Nejvyšší kopec na planině je Kopaný závoz (775 m n. m.). Dále je to Španí laz (643 m), na jehož vrcholu stojí televizní vysílač s turistickou chatou a televizním vysílačem. Na vrchol Španího lazu se dá vystoupat po modré turistické značce z vesnice Horné Plachtince nebo z obce Čebovce.
Planina patří do povodí řeky Ipeľ a je odvodňována řekami a potoky jako je Krtíš, Litava ,Stará rieka, Tisovník, Litavica, Krupinica a další. Lesy na planině jsou tvořeny především habry a duby. Zemědělská činnosti je zaměřena na pastevectví a ovocnářství v jižní části planiny.
Podcelky Krupinské planiny:
- Modrokamenské úbočie
- Dačolomská planina
- Bzovická pahorkatina
- Závozská vrchovina

## Zajímavosti
V Krupinské planině se nachází:
- vojenský prostor Lešť
- klášter Bzovík
- hrad Modrý Kameň
- hrad Čabrad
- kaňon Tesárská roklina se čtyřmi vodopády
- pískovcový důl Príbelce, naleziště fosílií
- rozhledna Vartovka (kulturní památka), bývalá kamenná strážní věž ze 16. stol. na vrchu u Krupiny, postavená v období bojů s Turky.[4]